# Jan Kantyka
Jan Eugeniusz Kantyka (ur. 1933) – polski historyk, politolog, profesor nauk humanistycznych. Specjalizuje się w historii najnowszej i historii ruchu robotniczego.

## Życiorys
W czasach PRL był długoletnim członkiem Komitetu Redakcyjnego kwartalnika KC PZPR „Z Pola Walki”, w którym publikowano artykuły na temat historii polskiego i międzynarodowego ruchu robotniczego i komunistycznego. Autor haseł w Polskim Słowniku Biograficznym i Słowniku biograficznym działaczy polskiego ruchu robotniczego.
W 1995 otrzymał tytuł naukowy profesora nauk humanistycznych.
Był pracownikiem naukowym Instytutu Nauk Politycznych i Dziennikarstwa Uniwersytetu Śląskiego w Katowicach, Wydziału Nauk Społeczno-Pedagogicznych w Katowicach Wyższej Szkoły Pedagogicznej Towarzystwa Wiedzy Powszechnej oraz Wyższej Szkoły Bankowości i Finansów w Bielsku-Białej.

## Ważniejsze publikacje
- PZPR przewodnią siłą socjalistycznych przeobrażeń (1973), „Zaranie Śląskie”, z. 3 s. 423–443 (współautor: Mirosław Fazan)
- W pierwszym szeregu. 30 lat organów bezpieczeństwa i porządku w województwie katowickim. (1974), praca zbiorowa pod redakcją Jana Kantyki, 403 s., Katowice, Śląski Instytut Naukowy
- Upamiętnione miejsca walk o społeczne i narodowe wyzwolenie na Śląsku i w Zagłębiu Dąbrowskim (1975), Katowice, Śląski Instytut Naukowy
- Polska Partia Socjalistyczna na Śląsku i w Zagłębiu Dąbrowskim w latach 1939–1948 (1975), Katowice, Śląski Instytut Naukowy
- Młodzież socjalistycznej ojczyźnie. Szkice z dziejów ruchu młodzieżowego w województwie katowickim (1976), Katowice, Śląski Instytut Naukowy (wraz z Mirosławem Fazanem)
- Na jurajskim szlaku. Z dziejów walk z okupantem hitlerowskim na ziemi olkuskiej (1977), Katowice, Śląski Instytut Naukowy
- Burzliwe lata. Z dziejów ruchu socjalistycznego na Śląsku i w Zagłębiu Dąbrowskim w latach 1939–1948 (1977), Warszawa–Kraków, Państwowe Wydawnictwo Naukowe
- Serca, myśli, czyny ludowej ojczyzny. Szkice z dziejów ruchu młodzieżowego w województwie katowickim (1978), Katowice, Śląski Instytut Naukowy (wraz z Mirosławem Fazanem)
- Dzień wczorajszy (1981), Katowice, Śląsk (wraz z Andrzejem Koniecznym)
- Na tropie „Bartka”, „Mściciela” i „Zemsty”. Z dziejów walki o utrwalenie władzy ludowej (1984), Katowice, Śląski Instytut Naukowy
- Sławków w latach okupacji hitlerowskiej 1939-1945 (1984), Katowice, Śląski Instytut Naukowy (wraz z Longinem Rosikoniem)
- Na beskidzkich szlakach. Z dziejów walk z okupantem hitlerowskim (1985), Wydawnictwo Śląsk, Katowice
- Oddział partyzancki „Twardego” (1986), Katowice, Śląski Instytut Naukowy
- Bernard Świerczyna, ps. [pseudonim] „Max” (1914-1944), (1994), Katowice; Towarzystwo Opieki nad Oświęcimiem; Fundacja dla Wspierania Śląskiej Humanistyki